# 아름답고도 저주받은 사람들
《아름답고도 저주받은 사람들》(영어: The Beautiful and Damned)은 F. 스콧 피츠제럴드의 두 번째 장편소설로, 1922년 출간되었다. 제1차 세계 대전 전후의 미국 상류 사회와 재즈 시대, 광란의 20년대를 묘사했다. 1922년 영화화되었고, 2016년 스칼릿 조핸슨 주연의 두 번째 영화화가 발표되었다.